# Giorgio Giusti
Giorgio Giusti (Bologna, 25 agosto 1913 – Torino, 22 novembre 1992) è stato un imprenditore, pilota automobilistico, pittore e costruttore di motori e vetture da corsa italiano.

## Biografia
Giusti nasce a Bologna nel 1913 da una famiglia di imprenditori; nel 1930 la famiglia si trasferisce a Torino, dove prosegue l’attività nel settore della costruzione di acquedotti. Appassionato di automobili e di corse, nel 1936 è tra gli animatori della Scuderia Subalpina, e dal 1936 partecipa con una Fiat 508 “Balilla” Coppa d’Oro regalatagli dal padre a diverse competizioni automobilistiche.

### Il secondo dopoguerra e la passione per l’automobilismo sportivo
Dopo la Seconda guerra mondiale Giusti conosce l’Ing. Arnaldo Roselli, e decide di mettere in produzione la testata per motori Fiat di sua progettazione, denominata Testadoro, attraverso la società “Casa dell’Auto”. Al fine di pubblicizzare la testata e, al contempo, sfogare la propria passione per le corse, Giusti costruisce nel 1947 una prima vettura completa per dimostrare la superiorità della trasformazione “Testadoro” per i fiacchi motori della Fiat 500 “Topolino”.

### I successi in pista e il Racing Club 19
Grazie alla conoscenza con Elio Zagato e Gilberto Colombo, le successive vetture Testadoro avranno un telaio tubolare prodotto dalla Gilco di Colombo e una carrozzeria realizzata dalla carrozzeria Zagato. La collaborazione permette ai tre amici di sviluppare le proprie competenze e di partecipare alla rinascita della produzione di vetture da corsa del secondo dopoguerra. Giusti è tra i protagonisti della fondazione del Racing Club 19 di Torino, del quale sarà presto eletto presidente. Il club raccoglie i più illustri nomi del mondo dell’automobile subalpina, tra i quali Umberto Agnelli e i suoi cugini Nasi, Gianni Lancia, Giorgio Actis, Nuccio Bertone, Gianni Nardi e Carlo Biscaretti di Ruffia, oltre a piloti di fama internazionale come i campioni del mondo di Formula 1 Nino Farina e Alberto Ascari.

### Il ritiro dalle corse
A seguito della morte del socio Roselli in un incidente automobilistico, della preoccupazione della moglie Andreina per la pericolosità delle corse, e al richiamo del padre verso la gestione delle imprese di famiglia, Giusti lascia il mondo delle automobili e chiude la sua “Casa dell’Auto” nel 1949, dopo avere costruito un totale di 9 vetture Testadoro in 3 anni di attività, e proprio al termine della stagione che aveva aperto in pompa magna con la presentazione della sua “Daniela”, avvenuta alla presenza del Gotha dell’automobilismo italiano, tra cui spiccavano i nomi di Dante Giacosa, Nino Farina, Elio Zagato e Carlo Biscaretti di Ruffia.

### La vita imprenditoriale e artistica
Giusti si dedica quindi alle aziende di famiglia, seppur sempre partecipando attivamente e con passione alle vicende dell’automobilismo sportivo torinese e italiano, per poi diventare pittore di fama internazionale nell’ultima parte della propria vita. In campo artistico avrà, tra gli altri, riconoscimenti da parte di Peggy Guggenheim, la quale conierà il nome di “Giusti’s dreams” per serie di quadri astratti dell’artista torinese.
Muore a Torino nel Novembre del 1992 a 79 anni, dopo una breve malattia.
http://www.testadoro.com
http://www.lanciamarino.it
https://www.registro1000miglia.it
https://www.giorgionadaeditore.it/sport_corse/la-sport-e-i-suoi-artigiani-1937-1965.html978-88-7911-212-3
https://www.giorgionadaeditore.it/sport_corse/la-sport-e-i-suoi-artigiani-1937-1965.html978-88-7911-212-3
http://www.amicidellatargaflorio.com/coppa_florio_trofeo_florio_giro_di_sicilia.html
https://www.aisastoryauto.it
http://www.amicidellatargaflorio.com Archiviato il 22 gennaio 2016 in Internet Archive.